# Инва
Инва (на руски: Иньва) е река в Пермски край на Русия, десен приток на Кама (ляв приток на Волга). Дължина 257 km. Площ на водосборния басейн 5920 km².
Река Инва води началото си от централната част на Горнокамското възвишение, на 300 m н.в., в най-западната част на Пермски край. По цялото си протежение тече в източна посока, като особено в долното течение силно меандрира и образува старици (изоставено речно корито). В средното течение ширината на коритото ѝ е до 40 m, а в долното – до 70 m. Влива се отдясно в река Кама (в Инвенския залив на Камското водохранилище), при нейния 810 km, на 104 m н.в., при село Майкор, в централната част на Пермски край. Основни притоци: леви – Кува (81 km), Велва (199 km); десни – Юсва (78 km), Исил (72 km). Има смесено подхранване с преобладаване на снежното и грунтовото (подземно) с ясно изразено пролетно пълноводие в края на април и началото на май. Среден годишен отток на 30 km от устието, при село Агишево 29 m³/s. Замръзва в началото на ноември, а се размразява в края на април. По течението ѝ са разположени около 30 населени места в т.ч. град Кудимкар.